# Athletic Club de Boulogne-Billancourt
Pour les articles homonymes, voir ACBB.
 (octobre 2013).
L'Athletic Club de Boulogne-Billancourt (ACBB) est un club sportif français de la banlieue parisienne dont le siège est à Boulogne-Billancourt. L'ACBB est une association loi de 1901, sans but lucratif. Il est membre fondateur de la Fédération Française des Clubs Omnisports qui a été présidé par Marcel Draghi (président de l'ACBB). Le club est présidé actuellement par Jean-Pierre Epars.

## Histoire du club

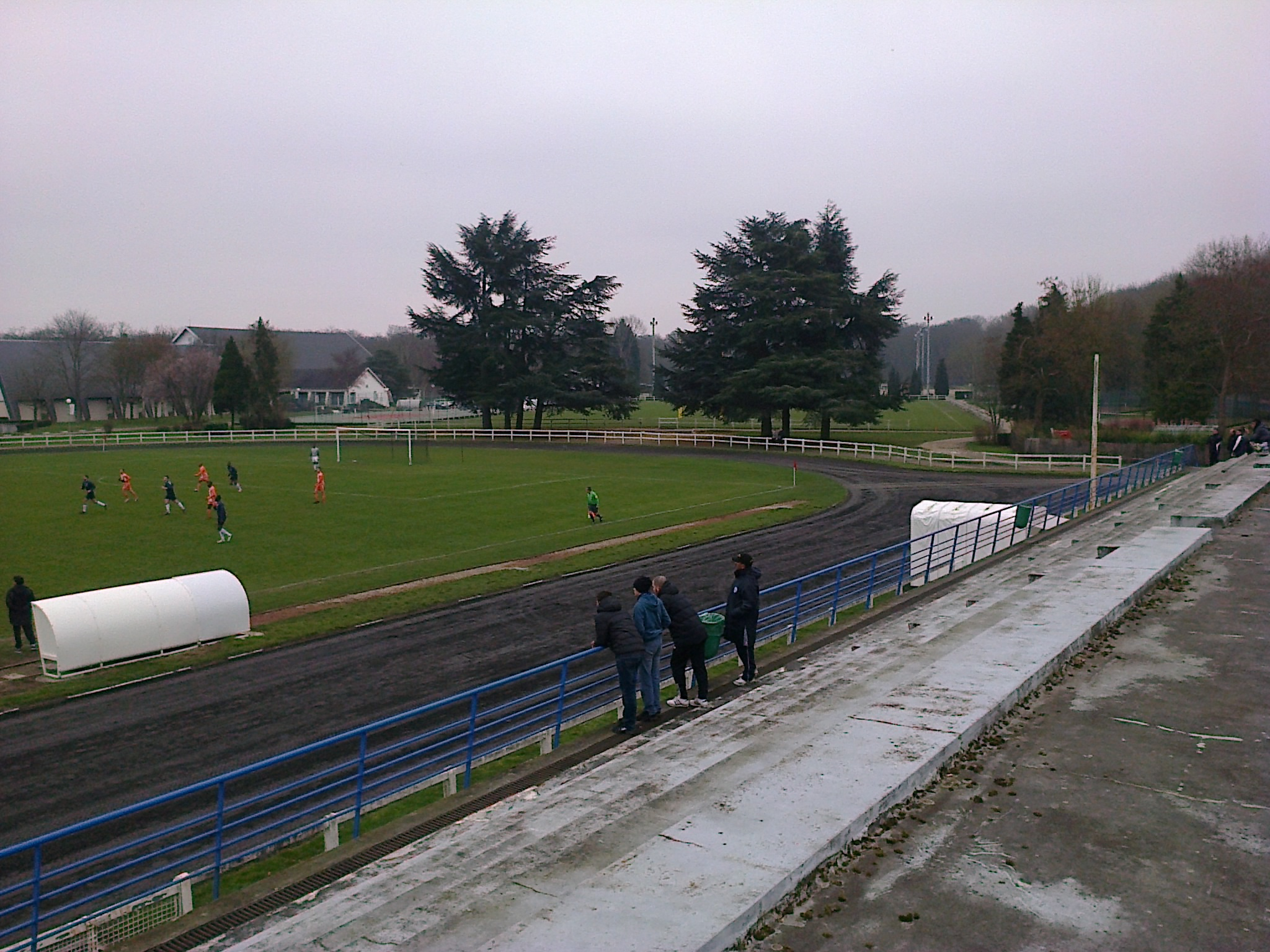
Le stade Marcel-Bec, où évolue l'équipe football seniors à domicile.

L'ACBB a été créé le 18 mars 1943 à l'initiative de Monsieur Pierre Klemann, par la fusion de plusieurs clubs sportifs boulonnais : les clubs de L'Espérance, La Municipale, L'USSOB, L'Association Cycliste de Boulogne-Billancourt, Les Amis de la Boule Ferrée, La Jeunesse Sportive, Lou Païs Athlétic Club, le Rowning Club de Boulogne et Les Sauveteurs Mariniers . Il comptait 350 membres. Comme emblème, l'écusson aux armes de la ville de Boulogne-Billancourt et les couleurs gris et orange des cyclistes ont été adoptées.
L'association a obtenu très vite des résultats, en cyclisme notamment : en 1946, Roger Rioland est sacré champion du monde de poursuite cycliste individuelle, puis en 1948, Pierre Adam devient champion olympique en poursuite cycliste par équipes. 
Le club brille également avec sa section hockey sur glace. En 1961 à Davos, la section hockey de l'ACBB s'impose pour une troisième fois consécutive dans la Coupe Spengler, le plus prestigieux tournoi européen, ce qui lui offre le rare privilège d'emporter le trophée hors de Suisse.
En 1963 le club fête ses 20 ans et compte alors 28 sections, 6 000 membres, étant ainsi le plus grand club sportif de France. 
En 1992 lors des Jeux olympiques de Barcelone, l'ACBB est le meilleur club européen et le 2e mondial, avec 2 médailles d'or et une d'argent. 
En 1993, le club se dote d'un nouveau logo.
En 2000 le club compte 34 sections, et plus de 9 000 membres.
Le club fête ses 70 ans en 2013. Il est le plus grand club omnisports de France avec 11 382 adhérents réparties dans 33 sections.

## Grands champions ayant fréquenté l'ACBB

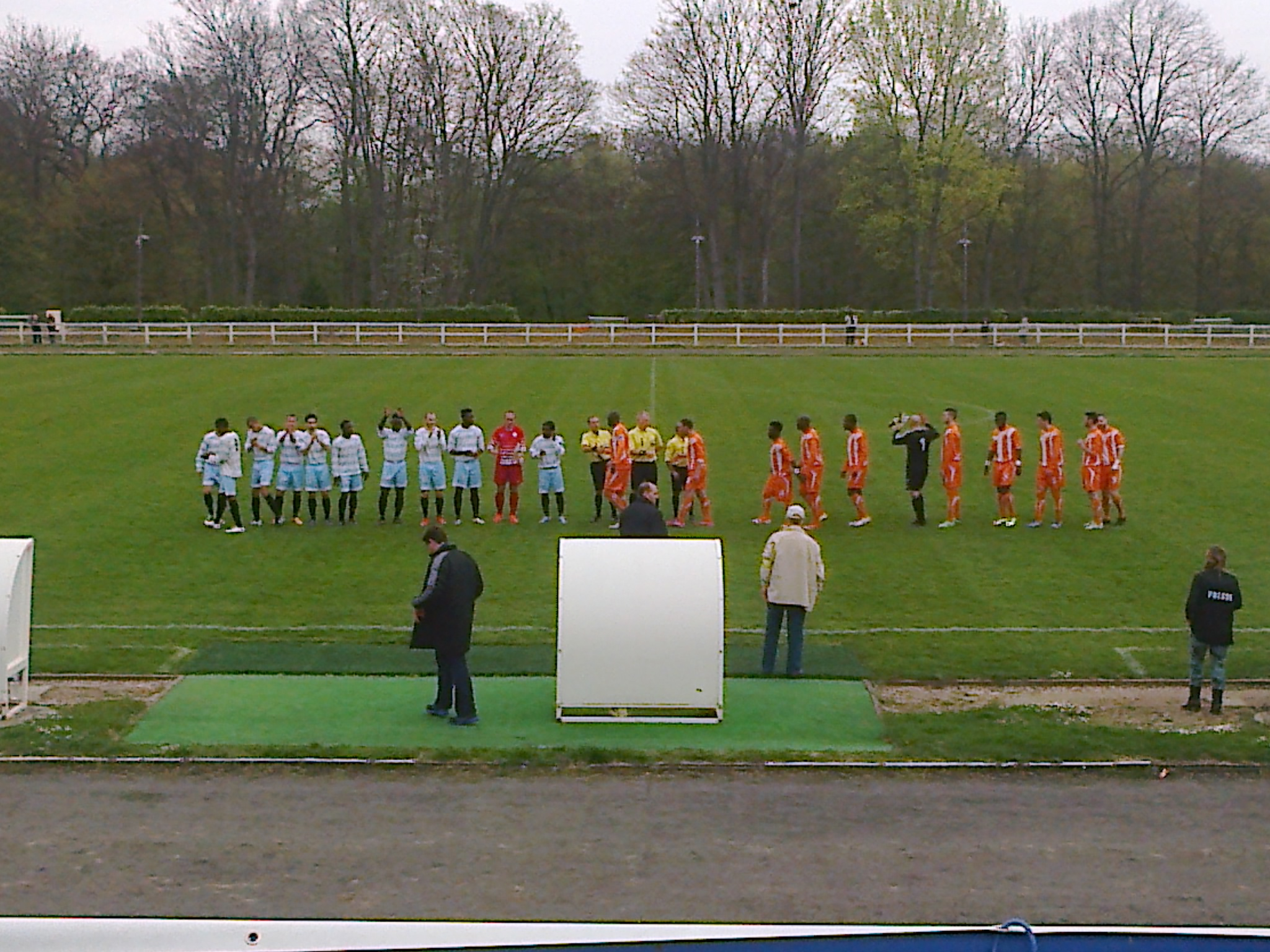
L'équipe de football seniors de l'ACBB (en orange) qui évolue en DH Île-de-France (ici lors du match contre le Racing CF du 30 mars 2014

- Georges-Kévin Nkoudou
- Jacques Anquetil
- Larbi Benboudaoud
- Bernard Brégeon
- Alain Calmat
- Catherine Fleury
- Hatem Ben Arfa[3]
- Philippe Lacarrière
- Nick Mallett
- Cécile Nowak
- Loïc Pietri
- Stephen Roche
- Jean-Luc Rougé
- Gilles Rousset
- Bernard Thévenet
- Michel Vermeulin
- Allan Saint-Maximin
- Jean-Kévin Augustin
- Yacine Bammou
- Marcus Thuram
- Khassa Camara
- Myziane Maolida
- Ishak Belfodil
- Dorian Mortelette
- Stéphane Tardieu
- Adama Soumaoro

## Sections
| - Aérobic - Aikido - Arts Martiaux - Athlétisme - Aviron - Baby Gym - Badminton (depuis juillet 2009) - Ball Trap - Basket ball - Boules lyonnaises - Boxe Française - Canoë kayak - Cyclisme | - Cyclotourisme - Danse sur glace - Éducation physique - Équitation - Escrime - Fitness - Football - GR - GRS - Gymnastique - Gymnastique volontaire - Handball - Handisport | - Hockey sur Glace - Judo - Karaté - Kendo - Musculation - Naginata - Natation - Patinage - Pêche sportive - Pelote basque - Pétanque - Plongée sous marine | - Poids et haltères - Poneys - Rugby - Savate - Sports de glace - Sports équestres - Taiji Quan - Tennis de table - Tir à l'arc - Triathlon - Volley Ball - VTT - Yoga |